# مارغريت سينجر
مارغريت سينجر (بالإنجليزية: Margaret Singer)‏ هي عالمة نفس وكاتِبة وطبيبة نفسية أمريكية، ولدت في 29 يوليو 1921 في دنفر في الولايات المتحدة، وتوفيت في 23 نوفمبر 2003 في بيركيلي في الولايات المتحدة بسبب ذات الرئة.